# Rampart (película)
Rampart es una película dramática de 2011 escrita y dirigida por Oren Moverman y basada en la historia escrita por James Ellroy sobre la corrupción dentro de la división Rampart del Departamento de Policía de Los Ángeles. Fue estrenada en el Festival de Cine de Toronto en septiembre de 2011 y Woody Harrelson fue inmediatamente elogiado por su papel.

## Argumento
Cuenta la historia de un veterano oficial de policía en el caso de corrupción de la estación de policía de Rampart a finales de los años 1990. El oficial del Departamento de Policía de Los Ángeles Dave Brown (Harrelson) es descubierto "haciendo el trabajo sucio" y se encuentra en medio de un vicioso escándalo. La época de estar por encima de la ley se ha acabado. Ahora Dave está en la mira y le espera una venganza. Nada es lo que parece a medida que Dave explora los bajos fondos de Los Ángeles e imparte su propia idea de justicia. Un detective de homicidios (Cube) es enviado a investigar a Brown.

## Reparto
- Woody Harrelson - David "Dave" Douglas Brown
- Ned Beatty - Hartshorn
- Ben Foster - General Terry
- Anne Heche - Catherine
- Ice Cube - Kyle Timkins
- Cynthia Nixon - Barbara
- Sigourney Weaver - Joan Confrey
- Robin Wright - Linda Fentress
- Steve Buscemi - Bill Blago
- Brie Larson - Helen
- Don Creech - Head Shark Lawyer
- Jon Bernthal - Dan Morone
- Ruben Garfias - the guard
- Jon Foster - Michael Whittaker
- Robert Wisdom - the Captain